# ACF Fiorentina 2012-2013
Questa voce raccoglie le informazioni riguardanti l'ACF Fiorentina nelle competizioni ufficiali della stagione 2012-2013.

## Stagione
Favorita dall'assenza di impegni europei, nella stagione 2012-13 la Fiorentina disputa un positivo campionato a ridosso delle zone di testa. Il 4º posto conclusivo comporta il ritorno nelle coppe europee dopo 3 stagioni.

## Divise e sponsor
Lo sponsor tecnico per la stagione 2012-2013 è Joma, mentre gli sponsor ufficiali sono Mazda e Save the Children. La prima divisa è interamente viola, con gigli tono su tono sulle spalle e colletto a girocollo. Disegni moderni sopra i fianchi. La seconda divisa è bianca, coi gigli sulle spalle viola e disegni di colore viola.
La terza è un omaggio alla prima divisa storica della Fiorentina, bipartita bianco-rossa con calzoncini e calzettoni neri. Nonostante l'apprezzamento del pubblico per questa scelta, questa divisa viene utilizzata dalla Fiorentina soltanto nella partita di Coppa Italia contro il Novara. Sia i giocatori viola che il tecnico Montella infatti preferiscono evitare di utilizzarla in quanto particolarmente incline a far confondere i giocatori in campo che, se disposti lateralmente, appaiono o totalmente bianchi o totalmente rossi.
| Casa | Trasferta | Terza Maglia |

| 1ª div. portieri | 2ª div. portieri | 3ª div. portieri |

## Organigramma societario
Area direttiva
- Presidente: Mario Cognigni
- Consiglio di amministrazione: Andrea Della Valle, Mario Cognigni, Sandro Mencucci, Paolo Borgomanero, Maurizio Boscarato, Carlo Montagna, Giovanni Montagna, Paolo Panerai, Gino Salica, Stefano Sincini
- Collegio sindacale - sindaci effettivi: Franco Pozzi, Massimo Foschi, Giancarlo Viccaro, Gilfredo Gaetani, Fabrizio Redaelli
- Amministratore delegato e direttore generale: Sandro Mencucci
- Segretaria di presidenza: Fabio Bonelli
- Direttore amministrazione, finanza e controllo: Gian Marco Pachetti

Area organizzativa
- Segretario generale e resp. risorse umane: Grazia Forgione
- Team manager: Roberto Ripa
- Direttore area stadio e sicurezza: Maurizio Francini

Area comunicazione
- Direttore comunicazione: Gianfranco Teotino
- Direttore responsabile ViolaChannel: Andrea Ragusin
- Ufficio Stampa: Luca di Francesco

Area tecnica
- Direttore sportivo: Daniele Pradè
- Direttore tecnico e resp. settore giovanile: Eduardo Macía
- Allenatore: Vincenzo Montella
- Viceallenatore: Daniele Russo
- Preparatore atletico: Emanuele Marra
- Resp. Forza Funzionale e Prevenzione: Cristian Savoia
- Collaboratore tecnico: Nicola Caccia
- Analisi tattiche: Simone Montanaro
- Allenatore portieri: Giulio Nuciari
- Preparatore palle inattive: Gianni Vio
- Preparatore atletico recupero infortunati: Damir Blokar
- Collaboratori area tecnica-sportiva: Jakob Friis-Hansen, Stefano Desideri[6]

Area sanitaria
- Direttore area medico-sanitaria: Paolo Manetti
- Medici sociali: Jacopo Giuliattini, Luca Pengue
- Massofisioterapisti: Mauro Citzia, Stefano Dainelli, Maurizio Fagorzi, Daniele Misseri, Alessandro Rocchini
- Fisioterapista: Francesco Tonarelli

## Rosa[7]
| N. |                       | Ruolo | Calciatore                     |
| -- | --------------------- | ----- | ------------------------------ |
| 1  | Italia (bandiera)     | P     | Emiliano Viviano               |
| 2  | Argentina (bandiera)  | D     | Gonzalo Rodríguez              |
| 3  | Egitto (bandiera)     | D     | Ahmed Hegazy                   |
| 4  | Argentina (bandiera)  | D     | Facundo Roncaglia              |
| 5  | Uruguay (bandiera)    | C     | Rubén Olivera                  |
| 5  | Germania (bandiera)   | D     | Marvin Compper                 |
| 6  | Mali (bandiera)       | C     | Mohamed Sissoko                |
| 7  | Cile (bandiera)       | C     | David Pizarro                  |
| 8  | Montenegro (bandiera) | A     | Stevan Jovetić (vice capitano) |
| 9  | Marocco (bandiera)    | A     | Mounir El Hamdaoui             |
| 10 | Italia (bandiera)     | C     | Alberto Aquilani               |
| 11 | Colombia (bandiera)   | C     | Juan Cuadrado                  |
| 12 | Italia (bandiera)     | P     | Cristiano Lupatelli            |
| 14 | Cile (bandiera)       | C     | Matías Fernández               |
| 15 | Montenegro (bandiera) | D     | Stefan Savić                   |
| 16 | Italia (bandiera)     | D     | Mattia Cassani                 |
| 17 | Svizzera (bandiera)   | A     | Haris Seferović                |
| 18 | Italia (bandiera)     | C     | Francesco Della Rocca          |
| 18 | Argentina (bandiera)  | A     | Marcelo Larrondo               |

| N. |                      | Ruolo | Calciatore                |
| -- | -------------------- | ----- | ------------------------- |
| 19 | Argentina (bandiera) | C     | Cristian Llama            |
| 20 | Spagna (bandiera)    | C     | Borja Valero              |
| 21 | Italia (bandiera)    | C     | Giulio Migliaccio         |
| 22 | Serbia (bandiera)    | A     | Adem Ljajić               |
| 23 | Italia (bandiera)    | D     | Manuel Pasqual (capitano) |
| 27 | Polonia (bandiera)   | C     | Rafał Wolski              |
| 28 | Italia (bandiera)    | C     | Leonardo Capezzi          |
| 29 | Italia (bandiera)    | A     | Federico Bernardeschi     |
| 30 | Italia (bandiera)    | A     | Luca Toni                 |
| 31 | Italia (bandiera)    | D     | Michele Camporese         |
| 32 | Italia (bandiera)    | D     | Saverio Madrigali         |
| 33 | Danimarca (bandiera) | A     | Kenneth Zohore            |
| 38 | Ghana (bandiera)     | D     | Nii Nortey Ashong         |
| 40 | Serbia (bandiera)    | D     | Nenad Tomović             |
| 41 | Italia (bandiera)    | P     | Luca Lezzerini            |
| 49 | Italia (bandiera)    | A     | Giuseppe Rossi            |
| 89 | Brasile (bandiera)   | P     | Neto                      |
| 92 | Brasile (bandiera)   | C     | Rômulo                    |

## Calciomercato

### Sessione estiva(dall'1/7/2012 al 31/8/2012)
| Acquisti | Acquisti                 | Acquisti         | Acquisti                                             |
| R.       | Nome                     | da               | Modalità                                             |
| -------- | ------------------------ | ---------------- | ---------------------------------------------------- |
| P        | Cristiano Lupatelli      |                  | parametro zero                                       |
| P        | Emiliano Viviano         | Palermo          | prestito con diritto di riscatto (500000 €)          |
| D        | Mattia Cassani           | Palermo          | riscatto compartecipazione (2750000 €)               |
| D        | Ahmed Hegazy             | Ismaily          | definitivo (1500000 €)                               |
| D        | Gonzalo Javier Rodríguez | Villarreal       | definitivo (1400000 €)                               |
| D        | Facundo Roncaglia        | Fénix            | definitivo (1100 €)                                  |
| D        | Stefan Savić             | Manchester City  | definitivo (7772000 €)                               |
| D        | Nenad Tomović            | Genoa            | comproprietà (2500000 €)                             |
| C        | Alberto Aquilani         | Liverpool        | parametro zero                                       |
| C        | Juan Cuadrado            | Udinese          | prestito con diritto di riscatto della metà (1000 €) |
| C        | Francesco Della Rocca    | Palermo          | prestito (900000 €)                                  |
| C        | Matías Fernández         | Sporting Lisbona | definitivo (3129000 €)                               |
| C        | Andrea Lazzari           | Cagliari         | riscatto compartecipazione (1638000 €)               |
| C        | Cristian Llama           | Catania          | prestito (180000 €)                                  |
| C        | Giulio Migliaccio        | Palermo          | prestito gratuito                                    |
| C        | David Pizarro            | Roma             | definitivo (1000 €)                                  |
| C        | Borja Valero             | Villarreal       | definitivo (7000 €)                                  |
| A        | Mounir El Hamdaoui       | Ajax             | definitivo (850000 €)                                |
| A        | Haris Seferović          | Lecce            | fine prestito                                        |
| A        | Luca Toni                |                  | parametro zero                                       |

| Cessioni | Cessioni                   | Cessioni         | Cessioni                                     |
| R.       | Nome                       | a                | Modalità                                     |
| -------- | -------------------------- | ---------------- | -------------------------------------------- |
| P        | Artur Boruc                |                  | svincolato                                   |
| P        | Nicolò Manfredini          | Modena           | compartecipazione (300 €)                    |
| P        | Marcos Miranda             | Pro Vercelli     | compartecipazione (50 €)                     |
| P        | Edoardo Pazzagli           |                  | svincolato                                   |
| P        | Andrea Seculin             | Juve Stabia      | prestito                                     |
| D        | Ramzi Aya                  | Reggiana         | risoluzione compartecipazione (500 €)        |
| D        | Andrea Bagnai              | Carrarese        | risoluzione compartecipazione (500 €)        |
| D        | Luca Bittante              | Avellino         | compartecipazione                            |
| D        | Lorenzo De Silvestri       | Sampdoria        | prestito con diritto di riscatto (1250000 €) |
| D        | Alessandro Gamberini       | Napoli           | definitivo (2500000 €)                       |
| D        | Per Krøldrup               |                  | svincolato                                   |
| D        | Federico Masi              | Bari             | risoluzione compartecipazione (500 €)        |
| D        | Matija Nastasić            | Manchester City  | definitivo (24440000 €)                      |
| D        | Cesare Natali              |                  | svincolato                                   |
| D        | Felipe Dal Bello           | Siena            | prestito gratuito                            |
| D        | Cristiano Piccini          | Spezia           | prestito                                     |
| D        | Paolo Rozzio               | Pisa             | prestito                                     |
| D        | Lorenzo Tafi               | Borgo a Buggiano | risoluzione compartecipazione (500 €)        |
| C        | Daniel Kofi Agyei          | Juve Stabia      | prestito                                     |
| C        | Alberto Baccarin           | Borgo a Buggiano | compartecipazione (500 €)                    |
| C        | Valon Behrami              | Napoli           | definitivo (7250000 €)                       |
| C        | Federico Carraro           | Pro Vercelli     | prestito                                     |
| C        | Diego Cenciarelli          | Perugia          | prestito (500 €)                             |
| C        | Alessio Cerci              | Torino           | compartecipazione (2500000 €)                |
| C        | Francesco Di Tacchio       | Perugia          | prestito                                     |
| C        | Alessio Fatticcioni        | Gavorrano        | compartecipazione (500 €)                    |
| C        | Nikola Gulan               |                  | svincolato                                   |
| C        | Houssine Kharja            |                  | risoluzione contratto                        |
| C        | Lorenzo Lollo              | Spezia           | risoluzione compartecipazione (500 €)        |
| C        | Giovanni Casoli            | Spezia           | risoluzione compartecipazione (500 €)        |
| C        | Andrea Lazzari             | Udinese          | prestito                                     |
| C        | Marco Marchionni           |                  | svincolato                                   |
| C        | Riccardo Montolivo         |                  | svincolato                                   |
| C        | Michael Panatti            | Avellino         | compartecipazione (500 €)                    |
| C        | Andrea Paolucci            | Cittadella       | risoluzione compartecipazione (500 €)        |
| C        | Marco Romizi               | Bari             | rinnovo compartecipazione (500 €)            |
| C        | Amidu Salifu               | Catania          | prestito                                     |
| C        | Massimiliano Taddei        | Venezia          | compartecipazione (500 €)                    |
| C        | Juan Manuel Vargas         | Genoa            | prestito gratuito con diritto di riscatto    |
| A        | Boadu Maxwell Acosty       | Juve Stabia      | prestito                                     |
| A        | Simone D'Anna              | Campobasso       | prestito (500 €)                             |
| A        | Amauri                     |                  | svincolato                                   |
| A        | Khouma el Babacar          | Padova           | prestito                                     |
| A        | Samuel Di Carmine          | Cittadella       | risoluzione compartecipazione (500 €)        |
| A        | Giulio Grifoni             | Gavorrano        | compartecipazione (500 €)                    |
| A        | Pietro Iemmello            | Pro Vercelli     | prestito                                     |
| A        | Piergiuseppe Maritato      | Vicenza          | risoluzione compartecipazione (500 €)        |
| A        | Ryder Matos                | Bahia            | prestito (81400 €)                           |
| A        | Jefferson Andrade Siqueira | Latina           | compartecipazione (500 €)                    |

### Sessione invernale(dall'1/1/2013 al 31/1/2013)
| Acquisti | Acquisti             | Acquisti            | Acquisti                                               |
| R.       | Nome                 | da                  | Modalità                                               |
| -------- | -------------------- | ------------------- | ------------------------------------------------------ |
| D        | Marvin Compper       | Hoffenheim          | definitivo (300000 €)                                  |
| D        | Luca Zanon           | Venezia             | prestito (15000 €)                                     |
| C        | Federico Carraro     | Pro Vercelli        | fine prestito                                          |
| C        | Francesco Di Tacchio | Perugia             | fine prestito                                          |
| C        | Mohamed Sissoko      | Paris Saint-Germain | prestito con diritto di riscatto                       |
| C        | Matías Vecino        | Nacional            | definitivo (2256000 €, tesserabile da giugno 2013)     |
| C        | Rafał Wolski         | Legia Varsavia      | definitivo (2230000 €)                                 |
| A        | Giuseppe Rossi       | Villarreal          | definitivo (11100000 €)                                |
| A        | Marcelo Larrondo     | Siena               | prestito con diritto di riscatto della metà (400000 €) |

| Cessioni | Cessioni              | Cessioni         | Cessioni                                    |
| R.       | Nome                  | a                | Modalità                                    |
| -------- | --------------------- | ---------------- | ------------------------------------------- |
| D        | Mattia Cassani        | Genoa            | prestito con diritto di riscatto            |
| C        | Federico Carraro      | Gavorrano        | prestito                                    |
| C        | Francesco Della Rocca | Palermo          | fine prestito (100000 €)                    |
| C        | Francesco Di Tacchio  | Entella          | prestito con diritto di riscatto            |
| C        | Savio Nsereko         | Viktoria Colonia | definitivo                                  |
| C        | Rubén Olivera         | Genoa            | prestito con diritto di riscatto (200000 €) |
| C        | Marko Bakić           | Torino           | comproprietà (650000 €)                     |
| A        | Haris Seferović       | Novara           | prestito                                    |

## Risultati

### Serie A

#### Girone di andata
| Arbitro: | Mazzoleni (Bergamo) |

|                    |           |               |
| Jovetić 67’, 90+2’ | Marcatori | 28’ Maicosuel |

| Arbitro: | Damato (Barletta) |

|                         |           |             |
| Hamsik 55’ Džemaili 75’ | Marcatori | 87’ Jovetić |

| Arbitro: | Doveri (Roma) |

|                      |           |  |
| Jovetić 43’ Toni 65’ | Marcatori |  |

| Arbitro: | Valeri (Roma) |

|                     |           |               |
| Valdés 90+3’ (rig.) | Marcatori | 20’ Roncaglia |

| Firenze 25 settembre 2012, ore 20:45 CEST 5ª giornata | Fiorentina          | 0 – 0 referto | Juventus | Stadio Artemio Franchi (38.440 spett.)\| Arbitro: \| Tagliavento (Terni) \| |
| Arbitro:                                              | Tagliavento (Terni) |               |          |                                                                             |

| Arbitro: | Giannoccaro (Lecce) |

|                               |           |            |
| Milito 16’ (rig.) Cassano 34’ | Marcatori | 40’ Rômulo |

| Arbitro: | Orsato (Vicenza) |

|            |           |  |
| Jovetić 7’ | Marcatori |  |

| Arbitro: | Guida (Torre Annunziata) |

|             |           |               |
| Théréau 17’ | Marcatori | 18’ Rodríguez |

| Arbitro: | Bergonzi (Genova) |

|                       |           |  |
| Ljajić 45+1’ Toni 90’ | Marcatori |  |

| Arbitro: | Banti (Livorno) |

|  |           |             |
|  | Marcatori | 14’ Pasqual |

| Arbitro: | Calvarese (Teramo) |

|                                                 |           |              |
| Rodríguez 14’ Jovetić 50’ Toni 54’ Cuadrado 84’ | Marcatori | 42’ Casarini |

| Arbitro: | Romeo (Verona) |

|             |           |                                               |
| Pazzini 59’ | Marcatori | 10’ Aquilani 38’ Borja Valero 87’ El Hamdaoui |

| Arbitro: | De Marco (Chiavari) |

|                                           |           |                 |
| Rodríguez 5’ Aquilani 42’, 45+2’ Toni 49’ | Marcatori | 32’ Bonaventura |

| Arbitro: | Damato (Barletta) |

|                     |           |                                      |
| Cerci 40’ Birsa 76’ | Marcatori | 74’ (rig.) Rodríguez 84’ El Hamdaoui |

| Arbitro: | Valeri (Roma) |

|                |           |                                   |
| Savić 21’, 75’ | Marcatori | 48’ Krstičić 72’ (aut.) Rodríguez |

| Arbitro: | Banti (Livorno) |

|                                        |           |                               |
| Castán 7’ Totti 19’, 45+1’ Osvaldo 89’ | Marcatori | 14’ Roncaglia 46’ El Hamdaoui |

| Arbitro: | Tagliavento (Terni) |

|                                               |           |               |
| Toni 16’, 79’ Pizarro 18’ (rig.) Aquilani 44’ | Marcatori | 70’ Reginaldo |

| Arbitro: | Celi (Bari) |

|  |           |                                              |
|  | Marcatori | 50’, 83’ (rig.) Jovetić 89’ (rig.) Rodríguez |

| Arbitro: | Giacomelli (Trieste) |

|  |           |                          |
|  | Marcatori | 57’ Jonathas 90+1’ Celik |

#### Girone di ritorno
| Arbitro: | Romeo (Verona) |

|                                        |           |                  |
| Di Natale 45+2’ (rig.), 66’ Muriel 67’ | Marcatori | 20’ (aut.) Brkić |

| Arbitro: | Bergonzi (Genova) |

|               |           |            |
| Roncaglia 33’ | Marcatori | 42’ Cavani |

| Arbitro: | Celi (Bari) |

|                             |           |                |
| Legrottaglie 50’ Castro 88’ | Marcatori | 21’ Migliaccio |

| Arbitro: | Russo (Nola) |

|                      |           |  |
| Toni 27’ Jovetić 50’ | Marcatori |  |

| Arbitro: | Mazzoleni (Bergamo) |

|                       |           |  |
| Vučinić 20’ Matri 41’ | Marcatori |  |

| Arbitro: | Rizzoli (Bologna) |

|                                  |           |             |
| Ljajić 13’, 65’ Jovetić 33’, 55’ | Marcatori | 87’ Cassano |

| Arbitro: | Guida (Torre Annunziata) |

|                                  |           |            |
| Motta 58’ Christodoulopoulos 84’ | Marcatori | 27’ Ljajić |

| Arbitro: | Doveri (Roma) |

|                         |           |           |
| Pasqual 4’ Larrondo 78’ | Marcatori | 38’ Cofie |

| Arbitro: | Gervasoni (Mantova) |

|  |           |                        |
|  | Marcatori | 20’ Jovetić 49’ Ljajić |

| Arbitro: | Rizzoli (Bologna) |

|                                              |           |                             |
| Aquilani 33’ Cuadrado 62’ Cassani 77’ (aut.) | Marcatori | 58’ Portanova 69’ Antonelli |

| Arbitro: | Orsato (Vicenza) |

|                         |           |              |
| Pinilla 11’, 39’ (rig.) | Marcatori | 73’ Cuadrado |

| Arbitro: | Tagliavento (Terni) |

|                                      |           |                           |
| Ljajić 66’ (rig.) Pizarro 73’ (rig.) | Marcatori | 14’ Montolivo 62’ Flamini |

| Arbitro: | Russo (Nola) |

|  |           |                                 |
|  | Marcatori | 61’ (rig.) Pizarro 72’ Larrondo |

| Arbitro: | Calvarese (Teramo) |

|                                                |           |                                   |
| Cuadrado 8’ Aquilani 16’ Ljajić 33’ Rômulo 86’ | Marcatori | 45’ Barreto 56’ Santana 77’ Cerci |

| Arbitro: | Rizzoli (Bologna) |

|  |           |                                      |
|  | Marcatori | 36’ Cuadrado 41’ Ljajić 73’ Aquilani |

| Arbitro: | Mazzoleni (Bergamo) |

|  |           |               |
|  | Marcatori | 90+2’ Osvaldo |

| Arbitro: | Orsato (Schio) |

|  |           |               |
|  | Marcatori | 14’ Rodríguez |

| Firenze 12 maggio 2013, ore 15:00 CEST 37ª giornata | Fiorentina | 1 – 0 referto | Palermo | Stadio Artemio Franchi |
| \| \| \| \| \| Toni 41’ \| Marcatori \| \|          |            |               |         |                        |
|                                                     |            |               |         |                        |
| Toni 41’                                            | Marcatori  |               |         |                        |

| Arbitro: | De Marco (Chiavari) |

|               |           |                                                |
| Vittiglio 76’ | Marcatori | 16’, 24’, 59’ Ljajić 28’ Fernandez 54’ Jovetić |

### Coppa Italia

#### Turni preliminari
| Arbitro: | Massa (Imperia) |

|                        |           |  |
| Ljajić 43’ Pasqual 53’ | Marcatori |  |

| Arbitro: | Celi (Bari) |

|                          |           |  |
| Seferović 52’ Hegazy 73’ | Marcatori |  |

#### Fase finale
| Arbitro: | Calvarese (Teramo) |

|  |           |                  |
|  | Marcatori | 36’ Borja Valero |

| Arbitro: | Rizzoli (Mirandola) |

|  |           |            |
|  | Marcatori | 97’ Destro |

## Statistiche
Statistiche aggiornate al 28 aprile 2013.

### Statistiche di squadra
| Competizione | Punti | In casa | In casa | In casa | In casa | In casa | In casa | In trasferta | In trasferta | In trasferta | In trasferta | In trasferta | In trasferta | Totale | Totale | Totale | Totale | Totale | Totale | DR  | DR |
| Competizione | Punti | G       | V       | N       | P       | Gf      | Gs      | G            | V            | N            | P            | Gf           | Gs           | G      | V      | N      | P      | Gf     | Gs     | DR  | DR |
| ------------ | ----- | ------- | ------- | ------- | ------- | ------- | ------- | ------------ | ------------ | ------------ | ------------ | ------------ | ------------ | ------ | ------ | ------ | ------ | ------ | ------ | --- | -- |
| Serie A      | 70    | 19      | 13      | 4       | 2       | 40      | 19      | 19           | 8            | 3            | 8            | 32           | 25           | 38     | 21     | 7      | 10     | 72     | 44     | +28 | -7 |
| Coppa Italia | -     | 3       | 2       | 0       | 1       | 4       | 1       | 1            | 1            | 0            | 0            | 1            | 0            | 4      | 3      | 0      | 1      | 5      | 1      | +4  |    |
|              |       | 22      | 14      | 4       | 3       | 44      | 20      | 20           | 9            | 3            | 8            | 33           | 25           | 42     | 24     | 7      | 10     | 77     | 45     | +32 |    |

### Andamento in campionato
| Giornata  | 1 | 2  | 3 | 4 | 5 | 6 | 7 | 8 | 9 | 10 | 11 | 12 | 13 | 14 | 15 | 16 | 17 | 18 | 19 | 20 | 21 | 22 | 23 | 24 | 25 | 26 | 27 | 28 | 29 | 30 | 31 | 32 | 33 | 34 | 35 | 36 | 37 | 38 |
| --------- | - | -- | - | - | - | - | - | - | - | -- | -- | -- | -- | -- | -- | -- | -- | -- | -- | -- | -- | -- | -- | -- | -- | -- | -- | -- | -- | -- | -- | -- | -- | -- | -- | -- | -- | -- |
| Luogo     | C | T  | C | T | C | T | C | T | C | T  | C  | T  | C  | T  | C  | T  | C  | T  | C  | T  | C  | T  | C  | T  | C  | T  | C  | T  | C  | T  | C  | T  | C  | T  | C  | T  | C  | T  |
| Risultato | V | P  | V | N | N | P | V | N | V | V  | V  | V  | V  | N  | N  | P  | V  | V  | P  | P  | N  | P  | V  | P  | V  | P  | V  | V  | V  | P  | N  | V  | V  | V  | P  | V  | V  | V  |
| Posizione | 6 | 11 | 6 | 6 | 7 | 8 | 7 | 7 | 5 | 5  | 4  | 4  | 3  | 3  | 4  | 6  | 5  | 4  | 4  | 5  | 5  | 6  | 6  | 6  | 6  | 6  | 6  | 4  | 4  | 4  | 4  | 4  | 4  | 4  | 4  | 4  | 4  | 4  |

Legenda:

Luogo: C = Casa; T = Trasferta. Risultato: V = Vittoria; N = Pareggio; P = Sconfitta.

### Statistiche dei giocatori
| Giocatore       | Serie A  | Serie A | Serie A     | Serie A    | Coppa Italia | Coppa Italia | Coppa Italia | Coppa Italia | Totale   | Totale | Totale      | Totale     |
| Giocatore       | Presenze | Reti    | Ammonizioni | Espulsioni | Presenze     | Reti         | Ammonizioni  | Espulsioni   | Presenze | Reti   | Ammonizioni | Espulsioni |
| --------------- | -------- | ------- | ----------- | ---------- | ------------ | ------------ | ------------ | ------------ | -------- | ------ | ----------- | ---------- |
| A. Aquilani     | 25       | 7       | 5           | 1          | 2            | 0            | 2            | 0            | 27       | 7      | 7           | 1          |
| N. Ashong       | 0        | 0       | 0           | 0          | 0            | 0            | 0            | 0            | 0        | 0      | 0           | 0          |
| M. Camporese    | 0        | 0       | 0           | 0          | 0            | 0            | 0            | 0            | 0        | 0      | 0           | 0          |
| L. Capezzi      | 0        | 0       | 0           | 0          | 0            | 0            | 0            | 0            | 0        | 0      | 0           | 0          |
| M. Cassani      | 7        | 0       | 1           | 0          | 2            | 0            | 0            | 0            | 9        | 0      | 1           | 0          |
| M. Compper      | 7        | 0       | 0           | 0          | 0            | 0            | 0            | 0            | 7        | 0      | 0           | 0          |
| J. Cuadrado     | 36       | 5       | 11          | 0          | 4            | 0            | 1            | 1            | 40       | 5      | 12          | 1          |
| F. Della Rocca  | 0        | 0       | 0           | 0          | 1            | 0            | 0            | 0            | 1        | 0      | 0           | 0          |
| M. El Hamdaoui  | 19       | 3       | 0           | 0          | 1            | 0            | 0            | 0            | 20       | 3      | 0           | 0          |
| M. Fernández    | 22       | 1       | 1           | 0          | 3            | 0            | 0            | 0            | 25       | 1      | 1           | 0          |
| A. Hegazy       | 1        | 0       | 0           | 0          | 1            | 1            | 0            | 0            | 2        | 1      | 0           | 0          |
| S. Jovetić      | 31       | 13      | 3           | 0          | 3            | 0            | 1            | 0            | 34       | 13     | 4           | 0          |
| M. Larrondo     | 7        | 2       | 1           | 0          | 0            | 0            | 0            | 0            | 7        | 2      | 1           | 0          |
| L. Lezzerini    | 0        | -0      | 0           | 0          | 0            | -0           | 0            | 0            | 0        | -0     | 0           | 0          |
| A. Ljajić       | 28       | 11      | 2           | 0          | 3            | 1            | 0            | 0            | 31       | 12     | 2           | 0          |
| C. Llama        | 5        | 0       | 0           | 0          | 2            | 0            | 0            | 0            | 7        | 0      | 0           | 0          |
| C. Lupatelli    | 1        | -1      | 0           | 0          | 0            | -0           | 0            | 0            | 1        | -1     | 0           | 0          |
| S. Madrigali    | 0        | 0       | 0           | 0          | 0            | 0            | 0            | 0            | 0        | 0      | 0           | 0          |
| G. Migliaccio   | 24       | 1       | 4           | 0          | 3            | 0            | 0            | 0            | 27       | 1      | 4           | 0          |
| Neto            | 6        | -9      | 1           | 0          | 4            | -1           | 1            | 0            | 10       | -10    | 2           | 0          |
| R. Olivera      | 4        | 0       | 4           | 0          | 0            | 0            | 0            | 0            | 4        | 0      | 4           | 0          |
| M. Pasqual      | 35       | 2       | 4           | 0          | 3            | 1            | 0            | 0            | 38       | 3      | 4           | 0          |
| D. Pizarro      | 29       | 3       | 13          | 0          | 2            | 0            | 0            | 0            | 31       | 3      | 13          | 0          |
| G. J. Rodríguez | 35       | 6       | 10          | 1          | 3            | 0            | 0            | 0            | 38       | 6      | 10          | 1          |
| Rômulo          | 17       | 2       | 1           | 0          | 4            | 0            | 0            | 0            | 21       | 2      | 1           | 0          |
| F. Roncaglia    | 24       | 3       | 9           | 0          | 2            | 0            | 0            | 0            | 26       | 3      | 9           | 0          |
| G. Rossi        | 1        | 0       | 0           | 0          | 0            | 0            | 0            | 0            | 1        | 0      | 0           | 0          |
| S. Savić        | 26       | 2       | 3           | 0          | 1            | 0            | 1            | 0            | 27       | 2      | 4           | 0          |
| H. Seferović    | 7        | 0       | 0           | 0          | 2            | 1            | 2            | 0            | 9        | 1      | 2           | 0          |
| M. Sissoko      | 5        | 0       | 1           | 0          | 0            | 0            | 0            | 0            | 5        | 0      | 1           | 0          |
| N. Tomović      | 26       | 0       | 3           | 1          | 3            | 0            | 1            | 0            | 29       | 0      | 4           | 1          |
| L. Toni         | 27       | 8       | 2           | 0          | 1            | 0            | 0            | 0            | 28       | 8      | 2           | 0          |
| B. Valero       | 37       | 1       | 4           | 0          | 4            | 1            | 0            | 0            | 41       | 2      | 4           | 0          |
| E. Viviano      | 32       | -34     | 1           | 0          | 0            | -0           | 0            | 0            | 32       | -34    | 1           | 0          |
| R. Wolski       | 1        | 0       | 0           | 0          | 0            | 0            | 0            | 0            | 1        | 0      | 0           | 0          |
| K. Zohore       | 0        | 0       | 0           | 0          | 0            | 0            | 0            | 0            | 0        | 0      | 0           | 0          |